# Sibratsgfäll
Sibratsgfäll é um município da Áustria, situado no distrito de Bregenz, no estado de Vorarlberg. Tem 29,25 km² de área e sua população em 2019 foi estimada em 424 habitantes.